# ルイス・センブラーノス
ルイス・センブラーノス・マルティネス（Luis Cembranos Martínez、1972年6月6日 - ）は、スイス・ルツェルン出身の元サッカー選手、現サッカー指導者。CDレガネスB監督。ポジションはMF。元スペイン代表。

## クラブ経歴
スペイン人の両親の下、スイスのルツェルンに生まれたが、センブラーノスが12歳の時に家族揃って母国のレオン県へと移住した。1990年にFCバルセロナのラ・マシアに入団し、1991年にCチームへと昇格。1992-93シーズンにレンタル移籍したUEフィゲレスでプロデビューを果たした。レンタルバック後の1994年9月10日、ヨハン・クライフ監督によってバルセロナのトップチームに招集され、この日のラシン・サンタンデール戦でラ・リーガデビュー。
バルセロナでは分厚い選手層に阻まれ、出場機会を掴むことができなかったため、1995年にRCDエスパニョールへと移籍した。
1999年1月、冬の移籍市場でセグンダ・ディビシオンのラージョ・バジェカーノに入団した。加入後すぐにレギュラーに定着し、クラブのラ・リーガ昇格に貢献した。ラ・リーガ2シーズン目にはクラブはUEFAカップへと出場するなど、クラブの躍進を支え、2004年、右膝の負傷癖が原因でプロの世界から身を引いた。プロ引退後は1シーズン限定でアマチュアクラブであるプロメサス・ポンフェラーダでプレーし、シーズン終了後に現役を引退した。

## 代表経歴
2000年1月26日、所属クラブのラージョ・バジェカーノでのプレーが評価され、この日のポルトガル代表との親善試合にて、76分にフアン・カルロス・バレロンとの途中交代でスペイン代表デビューを飾った。

## 指導者経歴
2011年の夏、クルトゥラル・レオネサの監督に招聘され、就任2シーズン目にはクラブをセグンダ・ディビシオンB昇格へと導いた。2017年6月9日、アシスタントコーチの経験を経て、古巣であるラージョ・バジェカーノのBチームの新監督に就任した。
2019年7月5日、CDレガネスBと契約。同年10月21日、トップチームの監督だったマウリシオ・ペジェグリーノが解任されたことで、後任までの繋ぎ役としてトップチームの指揮を暫定で取ることとなった。就任後初戦のホームRCDマジョルカ戦では、1-0で勝利をおさめ、クラブにシーズン初勝利をもたらした。

## 監督成績
2019年11月3日現在
| チーム                  | 国           | 就任日         | 退任日        | 成績 | 成績 | 成績 | 成績 | 成績   |
| チーム                  | 国           | 就任日         | 退任日        | 試   | 勝   | 分   | 敗   | 勝率   |
| ----------------------- | ------------ | -------------- | ------------- | ---- | ---- | ---- | ---- | ------ |
| ウラカンZ               | スペインの旗 | 2007年7月18日  | 2009年12月1日 | 91   | 37   | 29   | 25   | 040.66 |
| クルトゥラル・レオネサ  | スペインの旗 | 2011年7月27日  | 2014年5月20日 | 122  | 63   | 32   | 27   | 051.64 |
| ラージョ・バジェカーノB | スペインの旗 | 2017年7月19日  | 2019年5月21日 | 78   | 39   | 19   | 20   | 050.00 |
| レガネスB               | スペインの旗 | 2019年7月5日   | 2020年6月30日 | 28   | 11   | 9    | 8    | 039.29 |
| レガネス (暫定)         | スペインの旗 | 2019年10月21日 | 2019年11月4日 | 3    | 1    | 0    | 2    | 033.33 |
| 通算                    | 通算         | 通算           | 通算          | 293  | 121  | 90   | 82   | 041.30 |